# سجائر ديث
سجائر (ديث) Death والتي تعني باللغة العربية سجائر الموت، هي علامة تجارية بريطانية للسجائر، كانت مملوكة وتُصَنع من قبل شركة التبغ المستنير في المملكة المتحدة بين عامي 1991 و1999. لقد صُوِرَت كعبارة ساخرة خلال التسويق والإعلان عن السجائر، والتي عزمت على نقد وكشف القصد الحقيقي من تسويق السجائر: الفكرة أن السجائر -عندما تُستهلك بالأسلوب الذي صُنعت لأجله- بالفعل منتج مميت أساسًا، ويحتمل أن يُساهم في وفاة الشخص الذي يدخن.

## التاريخ
استثمر رجل الأعمال بي جي كننغهام مدخرات حياته لينشئ ويسوق منتج التدخين الخالي من المواد المضافة والذي يُدعى (ديث). لقد أسس شركة التبغ المستنير في عام 1991. وكشف منتجه حقيقته الخطيرة بشكل أساسي من خلال التصميم الذي وُضِع على الغلاف الخارجي والذي يتكون من جمجمة وعظمتين متقاطعتين. ويأتي أيضًا بنوعين: ديث، وديث لايتس.
تم تسويق المنتج في سوق "young underground punk rock" الاستهلاكي. بيع من من خلال الطلبات البريدية لبعض الوقت من لوكسمبورغ لتجنب الضريبة في المملكة المتحدة. ومع ذلك، بعد فترة منعت إدارة الضرائب والجمارك قناة المبيعات هذه.

## الشركة
انهارت خطط الشركة لرعاية سباق المحيط الهادئ F1 في عام 1994 بعد مقتل رولاند راتزنبرغر وأيرتون سينا في سباق جائزة سان مارينو الكبرى. في ذلك العام، تم رفض الشركة من قبل أفضل خمسة مقاولين للملصقات والذين لم يسمحوا للشركة باستخدام مواقعها بسبب رسالتها التسويقية الصريحة، وأيضًا القانون البرلماني المعلق الذي يقيد الإعلان عن التبغ.
كانت الشركة تخسر مليون جنيه كل سنة، ولم تستطع القيام بحملات إعلانية واسعة النطاق. والعلامة التجارية للشركة تم تحديها بنجاح من قبل شركة الكحول التي تُدعى بلاك ديث. منعت الدعوى القضائية الوشيكة بيع سجائر ديث وتم إغلاق الشركة.

## الأسواق
كانت سجائر ديث تُباع بشكل رئيسي في المملكة المتحدة، وبيعت أيضًا في الولايات المتحدة والنرويج وفنلندا.